# Denis d'Augsbourg
Pour les articles homonymes, voir Saint Denis.
Denis d'Augsbourg (mort vers 306), dont les dates et le cours de la vie sont presque inconnus, est un saint et martyr de l'Église catholique romaine, il aurait été le premier évêque d'Augsbourg. Toutes les déclarations sont basées sur des traditions et des fragments historiques. Son jour commémoratif ecclésiastique est célébré le jour de l'invention de ses reliques, le 26 février.

## Biographie
Dionysius serait le frère de Hilaria et donc l'oncle d'Afre. La transmission établit qu'il est baptisé vers 304 par Narcisse de Gérone, qui aurait fui à Augsbourg, et aurait été consacré par lui comme premier évêque d'Augsbourg. Cependant, Augsbourg n'est un évêché que depuis le VIe siècle.
« Quant à Denis, il ne fait aucun doute qu'il assista bientôt aux funérailles de sainte Afre en tant que prêtre et président du clergé, et obtint également la couronne du martyre. Mais il n'y a rien d'écrit à ce sujet... Au même moment, vingt-cinq autres personnes, hommes et femmes, furent décapitées à Augsbourg en raison de leur foi chrétienne. Nous connaissons le nom de douze d'entre eux... Il ne fait aucun doute que vers l'an 304, année du martyre de sainte Afre attribuée par la plupart, il y avait une communauté chrétienne non négligeable avec des prêtres et un clergé et avec une maison de prière chrétienne à Augsbourg. Le fait que Denis, en tant que premier membre du clergé, fut responsable de la communauté ecclésiale chrétienne là-bas, peut être déduit de toute l'histoire, mais pas qu'il était évêque. Qui l'aurait ordonné évêque, puisque selon les anciennes histoires de l'Église (vid. Not. 7.) une telle ordination devait être faite par plusieurs évêques, et Narcisse seul ne pouvait pas le faire ? Je considère Denis comme le premier prêtre enregistré en Bavière. Même les catalogues d'Augsbourg ne commencent pas l'ordre de leurs évêques par Denis, mais par Zosime à partir de l'an 590. »
- Franz Xaver Mayer: Tiburnia oder Regensburg, und die ältesten Bischöfe in Bayern aus römischer und agilolfingischer Zeit..

## Martyre et culte
La mort de Denis eût lieu peu après le martyre d'Afre, commandée par le gouverneur Gaius, Denis fût sans doute décapité ou brûlé. Au cours des travaux de construction nécessaires sous l'église Saint-Ulrich d'Augsbourg, des reliques furent trouvées, dont l'origine fut attribuée au prétendu évêque Denis. Le 26 février 1258, le pape Alexandre IV établit l'invention de reliques. Le martyr, vénéré comme un saint, dont le nom « celui consacré au dieu » (Dionysos = dieu grec de la maison du vin) est représenté en évêque et porte une palme en signe de martyre. L'évêque Henri IV de Lichtenau introduit le culte en 1508, et plusieurs églises et paroisses portent le nom de Saint-Denis-d'Augsbourg.

## Source
- (de) Cet article est partiellement ou en totalité issu de l’article de Wikipédia en allemand intitulé « Dionysius von Augsburg » (voir la liste des auteurs).